# Прабуты (гмина)
Прабуты (пол. Prabuty) — городско-сельская гмина (волость) в Польше, входит как административная единица в Квидзынский повет, Поморское воеводство. Население — 13 132 человека (на 2004 год).

## Демография
| Перепись                       | Всего   | Всего | Женщины | Женщины | Мужчины | Мужчины |
| ------------------------------ | ------- | ----- | ------- | ------- | ------- | ------- |
| Единицы                        | человек | %     | человек | %       | человек | %       |
| Население                      | 13 132  | 100   | 6595    | 50,2    | 6537    | 49,8    |
| Плотность населения (чел./км²) | 66,6    | 66,6  | 33,5    | 33,5    | 33,2    | 33,2    |

## Соседние гмины
1. Гмина Гардея
2. Гмина Киселице
3. Гмина Квидзын
4. Гмина Миколайки-Поморске
5. Гмина Рыево
6. Гмина Стары-Дзежгонь
7. Гмина Суш